# Fusigobius aureus
Fusigobius aureus is een straalvinnige vissensoort uit de familie van grondels (Gobiidae). De wetenschappelijke naam van de soort is voor het eerst geldig gepubliceerd in 1997 door Chen & Shao.